# Eleições municipais na Suécia em 2014

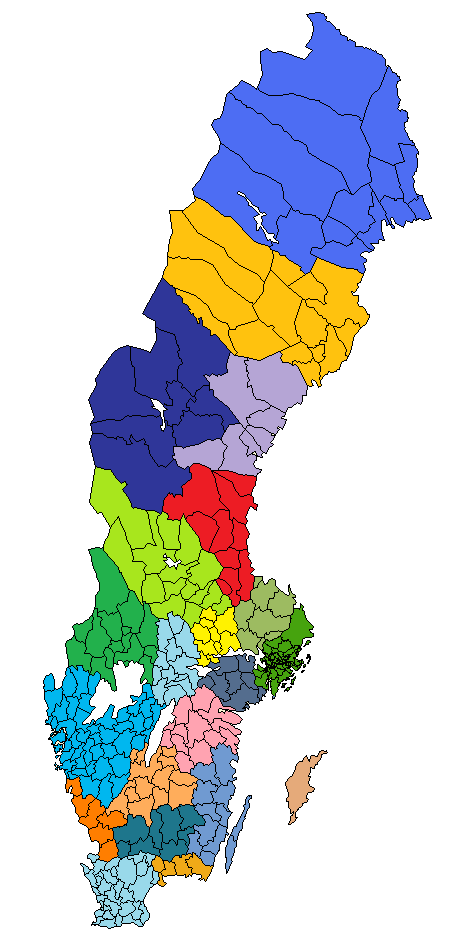
As comunas e os condados da Suécia

As eleições municipais suecas de 2014 realizaram-se no domingo em 14 de setembro de 2014. 		

		
Nestas eleições foram eleitos os deputados municipais/vereadores para as 290 assembleias municipais/câmaras municipais - kommunfullmäktige - da Suécia no período de 2014-2018. 		

## Resultados
Os resultados preliminares estão publicados na página: Resultados preliminares das Eleições municipais - Autoridade das Eleições

### Resultados noMunicípio de Estocolmo2014
| Partido                            | Número de Deputados |
| ---------------------------------- | ------------------- |
| Partido Moderado (M)               | 28                  |
| Partido Social-Democrata (S)       | 24                  |
| Partido Verde (MP)                 | 16                  |
| Partido da Esquerda (V)            | 10                  |
| Partido Liberal (FP)               | 9                   |
| Partido dos Democratas Suecos (SD) | 6                   |
| Partido do Centro (C)              | 3                   |
| Iniciativa Feminista (Fi)          | 3                   |
| Partido Democrata-Cristão (KD)     | 2                   |

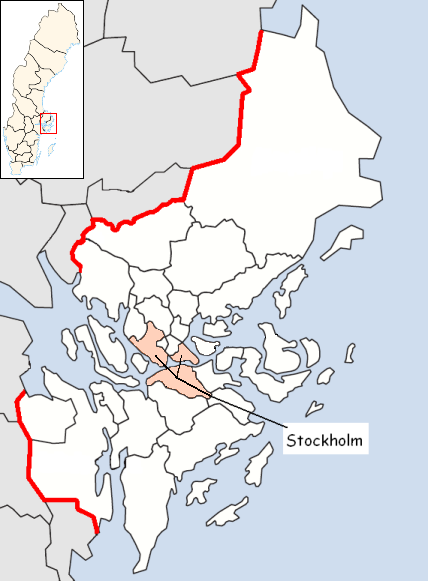
A Comuna de Estocolmo - no centro do Condado de Estocolmo

O novo governo da Comuna de Estocolmo é uma coligação verde-vermelha-rosa, apoiada pelo Partido Social-Democrata, pelo Partido da Esquerda, pelo Partido Verde e pela Iniciativa Feminista. 

### Resultados noMunicípio de Gotemburgo2014

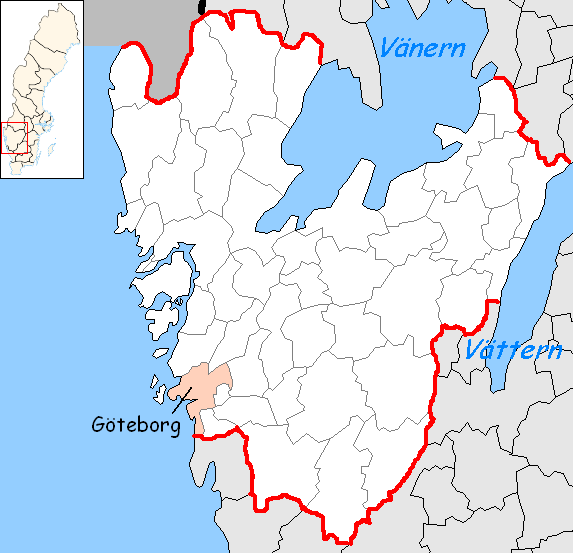
A Comuna de Gotemburgo - na Condado da Västra Götaland

Os resultados finais das eleições municipais em Gotemburgo foram os seguintes: 
| Partido                                   | Número de Deputados |
| ----------------------------------------- | ------------------- |
| Partido Moderado (M)                      | 20                  |
| Partido Social-Democrata (S)              | 20                  |
| Partido Verde (MP)                        | 9                   |
| Partido da Esquerda (V)                   | 8                   |
| Partido Liberal (FP)                      | 7                   |
| Partido dos Democratas Suecos (SD)        | 6                   |
| Partido das Estradas de Gotemburgo (VägV) | 5                   |
| Iniciativa Feminista (Fi)                 | 3                   |
| Partido Democrata-Cristão (KD)            | 3                   |
| Partido do Centro (C)                     | 0                   |

O novo governo da Comuna de Gotemburgo é uma coligação verde-vermelha, apoiada pelo Partido Social-Democrata, pelo Partido da Esquerda e pelo Partido Verde. 

### Resultados noMunicípio de Malmö2014
| Partido                            | Número de Deputados |
| ---------------------------------- | ------------------- |
| Partido Social-Democrata (S)       | 21                  |
| Partido Moderado (M)               | 14                  |
| Partido dos Democratas Suecos (SD) | 9                   |
| Partido da Esquerda (V)            | 6                   |
| Partido Verde (MP)                 | 6                   |
| Partido Liberal (FP)               | 3                   |
| Iniciativa Feminista (Fi)          | 2                   |
| Partido Democrata-Cristão (KD)     | 0                   |
| Partido do Centro (C)              | 0                   |

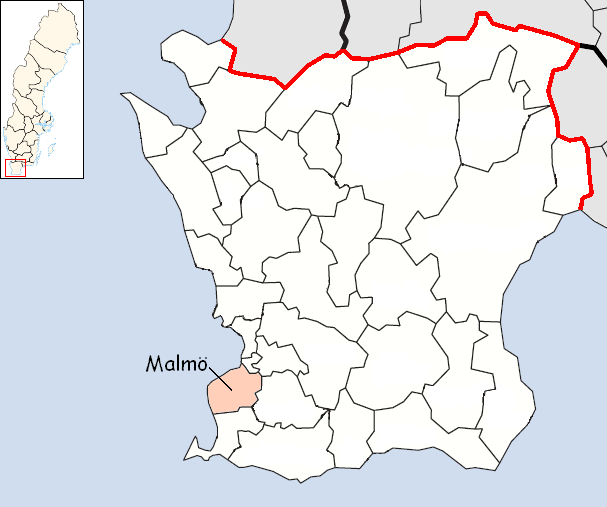
A Comuna de Malmö no Condado da Escânia

O novo governo da Comuna de Malmö é uma coligação verde-vermelha, apoiada pelo Partido Social-Democrata, pelo Partido da Esquerda e pelo Partido Verde. 

## Sistema eleitoral sueco

### Eleições municipais
Nas eleições municipais suecas, são eleitos deputados municipais/vereadores para as 290 assembleias municipais/câmaras municipais do país. 

Estas eleições têm lugar de quatro em quatro anos, e são realizadas simultaneamente com as eleições legislativas para o parlamento (riksdagen) e com as eleições regionais para os condados (landsting). 

Podem votar nas eleições municipais :
- Cidadãos suecos
- Cidadãos da União Europeia residentes no município
- Cidadãos estrangeiros residentes no município há mais de 3 anos

Desde 1998, é possível assinalar o candidato preferido através de uma cruz na cédula de voto. 

### Eleições nacionais-regionais-municipais
Simultaneamente são realizadas 3 eleições na Suécia:		
- Eleições legislativas para o Parlamento
- Eleições regionais para os Condados
- Eleições municipais para as Comunas